# Pułk Piechoty im. Giuseppe Garibaldiego
Pułk Piechoty im. Giuseppe Garibaldiego – oddział piechoty sformowany  we Włoszech w 1918 roku, w ramach Armii Polskiej we Francji, z jeńców armii austro-węgierskiej narodowości polskiej.

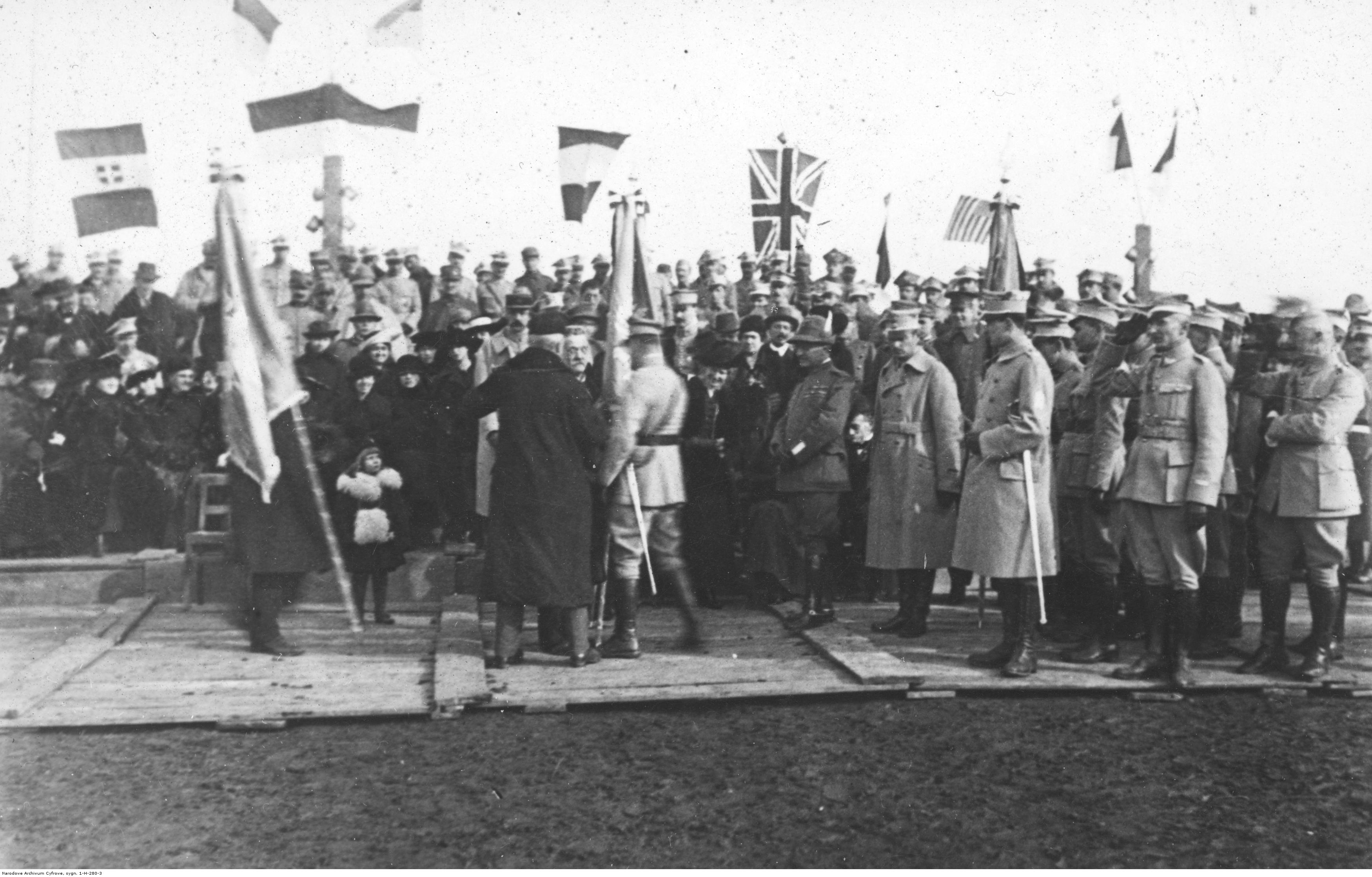
Polski obóz wojskowy w La Mandria - wręczenie sztandaru pułkowi im. Garibaldiego; 1919 r.

## Formowanie i zmiany organizacyjne
W ostatnich dniach grudnia 1918 i na początku stycznia 1919 w obozie La Mandria z Polaków, którzy w walkach na froncie austriacko-włoskim i dostali się do niewoli włoskiej zorganizowano 12 kompanijny pułk piechoty im. Giuseppe Garibaldiego.
Pierwszą kompanię a potem I batalion organizował por. Marian Faff.
31 stycznia 1919 pułk złożył przysięgę, a 13 lutego otrzymał ufundowane przez społeczeństwo włoskie dwie chorągwie − jedną od miasta Mediolanu, drugą od miasta Bergamo. W czasie wręczenia obecny był między innymi włoski generał Michele Eraldo Rho. O uroczystości wręczenia chorągwi obszerne wzmianki zamieściły gazety turyńskie i mediolańskie.
22 lutego wysłano pułk do Francji, gdzie został podzielony i wcielony do jednostek armii francuskiej. Bataliony I i II  z chorągwią miasta Mediolanu przydzielono do rezerwowego 358 pułku piechoty, a III batalion z chorągwią miasta Bergamo do 299 pułku piechoty. W ciągu kwietnia i maja wcielono do pułku 300 Poznaniaków – jeńców armii niemieckiej, 500 ochotników polskich z Ameryki i transport „królewiaków" –jeńców armii rosyjskiej, oswobodzonych przez Francuzów z niewoli niemieckiej. Po ukończeniu demobilizacji 358 pułku piechoty, pozostali w nim tylko żołnierze polscy i ochotnicy francuscy. Dowództwo pułku objął ppłk armii francuskiej Maurycy Darnault.

## Żołnierze pułku
| Dowódcy pułku | Dowódcy pułku    | Dowódcy pułku          | Dowódcy pułku      |
| stopień       | imię i nazwisko  | okres pełnienia służby | kolejne stanowisko |
| ------------- | ---------------- | ---------------------- | ------------------ |
| por.          | Marcin Wachowski | XII 1918 –             |                    |